# Шетина, Анже
Анже Шетина (словен. Anže Šetina, 9 мая 1986, Крань, Югославия) — словенский скелетонист, выступающий за сборную Словении с 2007 года. Участник зимних Олимпийских игр в Ванкувере, многократный призёр национального первенства.

## Биография
Анже Шетина родился 9 мая 1986 года в городе Крань, который в то время был ещё частью Югославии. Активно заниматься скелетоном начал в возрасте двадцати лет, в 2007 году прошёл отбор в национальную сборную и стал принимать участие в крупнейших международных соревнованиях. Тогда же дебютировал на этапах Кубка Европы, на первом своём этапе, состоявшемся в австрийском Иглсе, пришёл к финишу двадцать девятым, спустя два месяца на трассе швейцарского Санкт-Морица уже закрыл десятку сильнейших, а лучший результат показал на этапе в немецком Винтерберге — шестое место. На молодёжном чемпионате мира 2008 года в Иглсе финишировал тринадцатым, тогда как на взрослом мировом первенстве в Альтенберге сумел добраться только до двадцать восьмой позиции.
В сезоне 2008/09 Шетина несколько улучшил свои показатели, так, на этапе европейского кубка в Иглсе он чуть было не попал в число призёров, в итоге оказавшись на четвёртом месте, кроме того, боролся за медали на младшем чемпионате мира в Кёнигсзее, но после окончания всех попыток немного не дотянул до подиума, спустившись до пятой позиции. В январе словенец впервые поучаствовал в заездах Межконтинентального кубка, на дебютном этапе в итальянской Чезане был двадцатым. Через год на ноябрьском этапе этого турнира в Винтерберге был шестым, а в декабре состоялся его дебют на взрослом Кубке мира, как результат, пятнадцатое место, и опять же на этапе в Винтерберге. На чемпионате Европы 2010 года в Иглсе приехал одиннадцатым.
Благодаря череде удачных выступлений Анже Шетина удостоился права защищать честь страны на зимних Олимпийских играх в Ванкувере, успешно прошёл квалификацию, однако во время финальных заездов достойного результата показать не смог, оказавшись только на двадцать первой позиции. После окончания всех кубковых этапов расположился в мировом рейтинге сильнейших скелетонистов на тридцатой строке. На чемпионате мира 2011 года в Кёнигсзее финишировал восемнадцатым. В этом сезоне принимал участие уже во всех этапах Кубка мира, тем не менее, ни разу не сумел попасть в десятку и окончил кубковый цикл на шестнадцатом месте общего зачёта. В следующем году сумел отобраться только на пять этапов из восьми, поэтому в итоговом рейтинге разместился лишь на двадцать втором месте.